# نیایش زیر پرچم سبز

پرچم سبز اسپرانتو.

نیایش زیر پرچم سبز (به اسپرانتو: Preĝo sub la verda standardo)، شعری است در شش بند، از لودویک زامنهوف که به زبان اسپرانتو سروده شده‌است. زامنهوف این شعر را در ۱۹۰۵ میلادی در سخنرانی خود در اولین کنگرهٔ جهانی اسپرانتو خواند که در شهر بولوین-سور-مر کشور فرانسه برگزار می‌شد. نام این شعر به پرچم سبز اسپرانتو اشاره دارد که طرح و رنگ آن در همین کنگره به تصویب رسید.
زامنهوف، پیش از خواندن شعر در کنگره، آن را به برخی از برگزارکنندگان فرانسوی آن نشان داد و آنها از نحوهٔ‌ نگرش زامنهوف به ادیان انتقاد کردند و سرانجام زامنهوف برای راضی کردن آنها موافقت کرد که بند ششم شعر را نخواند و تنها پنج بند ابتدایی را در سخنرانی خود بیاورد.

## متن شعر
| برگردان فارسی این شعر: به تو، ای قدرت بی‌جسم رازآمیز، ای نیروی مسلط بر جهان، به تو، ای سرچشمهٔ عشق و راستی، و چشمهٔ زندگی جاویدان، به تو که بر هرکس متفاوت نمایان می‌شوی، اما حسی یکسان بر قلب همه برجای می‌گذاری، به تو، ای آفریننده، ای پادشاه، امروز نیایش می‌کنیم. ما به سوی تو با باوری که خاص سرزمینی باشد نیامده‌ایم، و نه با تعصبی کورکورانه: باورهای کورکورانهٔ خود را خاموش کرده‌ایم و اکنون ایمان قلبی ما را به پیش می‌راند. با این ایمان، که در همه یکسان است، با این ایمان، که ناب‌ترین است و با اراده‌ای آزاد، ما اکنون ایستاده‌ایم، همهٔ فرزندان انسان، در برابر جایگاه تو. انسانی که آفریدی زیبا و کامل است، اما پراکنده گشتند با جنگ با یکدگر؛ مردمان یکدگر را ناجوانمردانه فرومی‌کوبند، برادر برادر را چون شغال می‌درد. آه، تو، هرکس که هستی، ای نیروی رازآمیز، این نیایش بی‌آلایش را بشنو، صلح را ببخشای بر این فرزندانِ آدم سوگند خوردیم که می‌کوشیم، سوگند خوردیم که خواهیم جنگید، برای یکپارچگی انسان‌ها، پشتیبان ما باش، نیرومندا، مگذار شکست خوریم، مگذار که مشکلات بر ما چیره شوند؛ کوشش‌های ما را برکت ده، اشتیاق ما را نیرو بخش، که در برابر هر تکِ ددمنشانه‌ای، ما را دلاور نگهدار. ما پرچم سبز را بلند برخواهیم افراشت؛ نشانه‌ای از خوبی و زیبایی. نیروی رازآمیز جهان ما را تقدیس خواهد کرد، و ما به اهداف خود دست خواهیم یافت. دیوارهایی که میان ما مردمان فاصله انداخته‌اند، ترک برخواهند داشت و با بانگی خواهند افتاد، و عشق و حقیقت بر زمین فرمان خواهد راند. برادران گرد هم آیید، دست یکدگر را بفشارید، به پیش با سلاح صلح! مسیحیان، پیروان موسی و محمد ما همه فرزندان خداییم. به یاد آوریم خوبی انسانیت را، و علی‌رغم مشکلات، بدون دمی توقف هدف برادری خود را در پیش گیریم به پیش، بدون هیچ پایانی! | متن شعر به اسپرانتو: Al Vi, ho potenca senkorpa mistero, fortego, la mondon reganta, al Vi, granda fonto de l' amo kaj vero kaj fonto de vivo konstanta, al Vi, kiun ĉiuj malsame prezentas, sed ĉiuj egale en koro Vin sentas, al Vi, kiu kreas, al Vi, kiu reĝas, hodiau ni preĝas. Al Vi ni ne venas kun kredo nacia, kun dogmoj de blinda fervoro: silentas nun ĉiu disput' religia kaj regas nun kredo de koro. Kun ĝi, kiu estas ĉe ĉiuj egala, kun ĝi, la plej vera, sen trudo batala, ni staras nun, filoj de l' tuta homaro ĉe Via altaro. Homaron Vi kreis perfekte kaj bele, sed ĝi sin dividis batale; popolo popolon atakas kruele, frat' fraton atakas ŝakale. Ho, kiu ajn estas Vi, forto mistera, aŭskultu la voĉon de l' preĝo sincera, redonu la pacon al la infanaro de l' granda homaro! Ni ĵuris labori, ni ĵuris batali, por reunuigi l' homaron. Subtenu nin Forto, ne lasu nin fali, sed lasu nin venki la baron; donacu Vi benon al nia laboro, donacu Vi forton al nia fervoro, ke ĉiam ni kontraŭ atakoj sovaĝaj nin tenu kuraĝaj. La verdan standardon tre alte ni tenos; ĝi signas la bonon kaj belon. La Forto mistera de l' mondo nin benos, kaj nian atingos ni celon. Ni inter popoloj la murojn detruos, kaj ili ekkrakos kaj ili ekbruos kaj falos por ĉiam, kaj amo kaj vero ekregos sur tero. Kuniĝu la fratoj, plektiĝu la manoj, antaŭen kun pacaj armiloj! Kristanoj, hebreoj aŭ mahometanoj ni ĉiuj de Di' estas filoj. Ni ĉiam memoru pri bon' de l' homaro, kaj malgraŭ malhelpoj, sen halto kaj staro al frata la celo ni iru obstine antaŭen, senfine. |